# 八塔寺ふるさと村

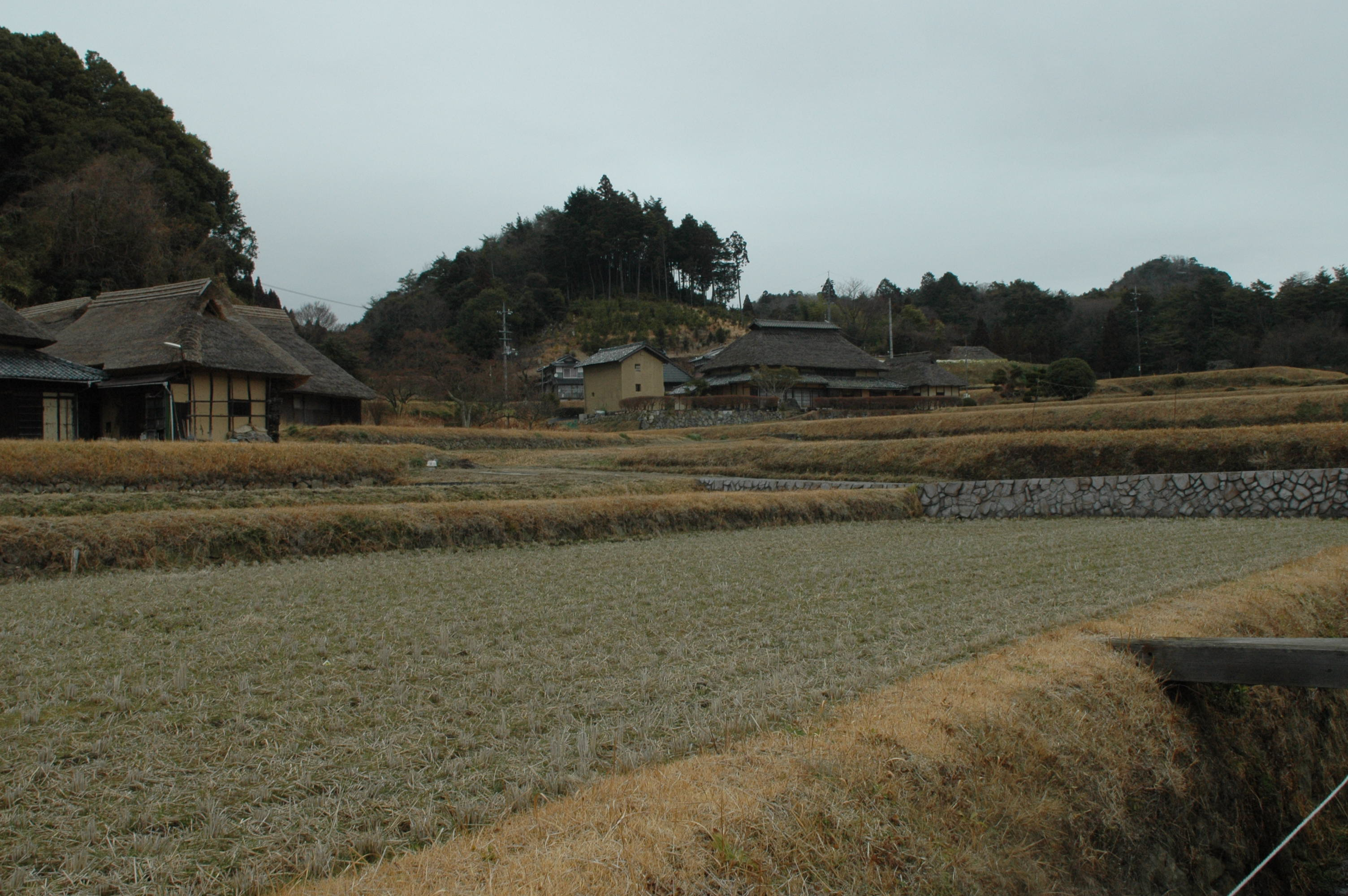
八塔寺ふるさと村

八塔寺ふるさと村（はっとうじふるさとむら）は岡山県備前市吉永町加賀美にある岡山県指定ふるさと村の名称。
標高約400メートルの台地に現在も茅葺き屋根の民家や段々畑が残り、日本古来の農村の景観を今に伝えている。

## 概要
八塔寺ふるさと村は、山岳仏教の道場として古くからの歴史をもつ。
現存する茅葺き屋根の民家を利用した、民俗資料館や宿泊施設などがなどの整備が行われている。現在は10数軒ほどの民家が点在している。
- 1974年 - 岡山県より八塔寺ふるさと村として指定された。
- 1984年公開 - 映画『黒い雨』 の撮影地となる。
- 1996年 - 『八つ墓村』 のロケ地となる。
- 2005年- テレビドラマ 『火垂るの墓』 のロケ地となる。
- 2014年- 映画『新しき民』 のロケ地となる。

### 主な施設・寺院
民俗資料館
八塔寺ふるさと村では江戸期の茅葺き民家を備前市が復元整備し、民俗資料館として一般に公開している。当時の農機具や生活用品が展示されている。入館料は無料。
照鏡山八塔寺
天台宗の寺院。本尊は十一面観音。池田光政寄進のつり鏡が境内にある。
恵日山高顕寺
真言宗の宿坊寺院。本尊は不動明王。寶寿院（別名、宝珠院）と明王院が17世紀に合併し、今の名称となった。
八塔寺山
標高538メートル。頂上には行者堂がある。途中に展望台があり、天気の良い日は小豆島が望める。
日吉神社（山王宮）
吉永町指定の天然記念物である、樹齢約700年のコブノキが境内にある。
国際交流ヴィラ
外国人専用の市営宿泊施設とされていたが、現在は日本人も宿泊可能。茅葺きの歴史的な建物でできている。
寿光庵
かやぶき屋根のレストラン、宿泊施設もある。
八塔寺山荘
茅葺屋根の農家を移築・改造した宿泊施設。
五輪塔「石小詰の塚」（備前市指定文化財）
鎌倉時代の石造、行者が祈念し、行きながら成仏したと伝えられている。
皇屋敷跡(現在は跡地に石碑が建てられている)
承久の乱で敗北した後鳥羽上皇が、宿泊したと言われている。
山上伽藍八塔寺の旧跡・山上伽藍八塔寺の三重塔跡（備前市指定文化財）
戦乱で焼失した八塔寺本堂と三重塔は宝永3年（1706年）池田綱政により、再建された。
しかし、寛政2年(1790年)の火災で寺は焼失。その後八塔寺は再建されたが、三重塔は再興できず、礎石だけが現在も残っている。
中国自然歩道休憩所（水車小屋）
茅葺きの水車小屋と、トイレや休憩所、公園が整備されている。
吊り橋
木造の吊り橋。
三国郵便局（現在は廃止）
木造のレトロな郵便局。最新のATMが設置されていた。
かつては集配郵便局であった。
平成18年（2006年）9月11日に集配業務を吉永郵便局へ移管して無集配郵便局となった。
平成24年（2012年）3月31日に廃止された。
飯盛山城 (備前国)　
赤松義村の家臣・宍粟作十郎が守備した城の跡。
のぞみが丘キャンプ場
ふるさと館

## 交通アクセス
- JR西日本 吉永駅よりバスまたはタクシーで20分。
- 山陽自動車道 備前IC下車、北へ約40分。駐車場有。
- 中国自動車道 佐用IC下車、373号線南へ約45分。
- 中国自動車道 美作IC下車、374号線南へ約55分。

## その他
同地区では映画黒い雨や、テレビドラマ八ツ墓村や火垂るの墓撮影が行われた。